# Le Mont-Dieu
 Le Mont-Dieu  là một xã ở tỉnh Ardennes, thuộc vùng Grand Est ở phía bắc nước Pháp.